# Elecciones Generales de Costa Rica de 1889
Las elecciones presidenciales de Costa Rica de 1889 fueron particularmente notables por ser las primeras en las que participaron partidos políticos propiamente dichos, por representar una fuerte lucha entre liberales y conservadores (algo inusual en el país, donde los liberales eran hegemónicos) y por la influencia que tendría posteriormente. El 7 de noviembre se celebra el "Día de la Democracia Costarricense" en conmemoración a la lucha popular por respetar los resultados de esta elección.

## Contexto
Preside el país Bernardo Soto Alfaro, militar, intelectual liberal y masón miembro del grupo «El Olimpo» llamado así por elitesco, conformado por políticos e intelectuales liberales y de pensamiento progresista. La hegemonía liberal en Costa Rica había sido notable desde la obtención de la plena independencia pues todos los presidentes del país desde José María Castro Madriz habían sido liberales, con la excepción de Vicente Herrera Zeledón, quien sin embargo, era un títere del dictador liberal Tomás Guardia. No obstante bajo el gobierno de Soto y otros de sus ministros y allegados del Olimpo fue cuando se dio una de las mayores persecuciones de la Iglesia católica. Esta institución apoyó la candidatura de José Joaquín Rodríguez Zeledón mientras Soto apoyaba a su compañero del Olimpo Ascensión Esquivel Ibarra, incluso designándolo como presidente interino por un tiempo en plena campaña. 

## Elecciones
En aquel tiempo las elecciones eran indirectas y se realizaban en dos grados; primero votaban todos los ciudadanos costarricenses aptos (hombres, mayores de edad, que supieran leer y escribir) quienes emitían el voto públicamente y elegían a los electores, quienes sí ejercían el voto secreto. Estos electores además de los requisitos antes mencionados debían tener propiedades y muchos pertenecían a las familias ricas de la burguesía o a la clase media. 
Durante la campaña Rodríguez es acusado de ser religioso, aunque él mismo manifiesta la necesidad de separar estado y religión. Esquivel es atacado por ser masón, liberal y nicaragüense de origen. Rodríguez gana el voto popular el 7 de octubre de 1889.
Soto en principio declaró a Esquivel como ganador e incluso se realizó una concentración militar en contra de Rodríguez por lo que se temió que se desconocieron los resultados. La Iglesia incitó al pueblo a rebelarse contra esta decisión y se movilizan unas 7000 personas de San José, Cartago, Heredia y Santo Domingo. Ante la presión popular y el temor a una guerra civil, Soto se separa del poder y su sucesor, Carlos Durán Cartín, entrega el poder a Rodríguez

## Resultados
| \| Voto presidencial \| Voto presidencial \| Voto presidencial \| Voto presidencial \| Voto presidencial \| \| ----------------- \| ----------------- \| ----------------- \| ----------------- \| ----------------- \| \| \| \| \| \| \| \| PCD \| PCD \| \| 80.72 % \| 80.72 % \| \| PLP \| PLP \| \| 19.28 % \| 19.28 % \| |     |  |         |         |
| Voto presidencial |     |  |         |         |
| |     |  |         |         |
| PCD | PCD |  | 80.72 % | 80.72 % |
| PLP | PLP |  | 19.28 % | 19.28 % |

| San José   | 112 | 3  |
| Alajuela   | 94  | 36 |
| Cartago    | 81  | -  |
| Heredia    | 75  | -  |
| Guanacaste | -   | 48 |
| Puntarenas | 15  | -  |
| Limón      | -   | 3  |
| Total      | 377 | 90 |
| Source:    |     |    |